# Efekt Barusa

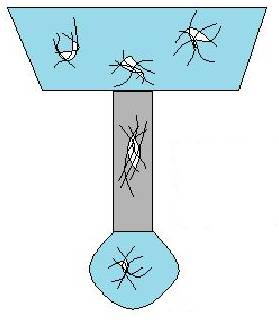
Zmiana kształtu cząsteczek polimeru podczas przepływu przez dyszę

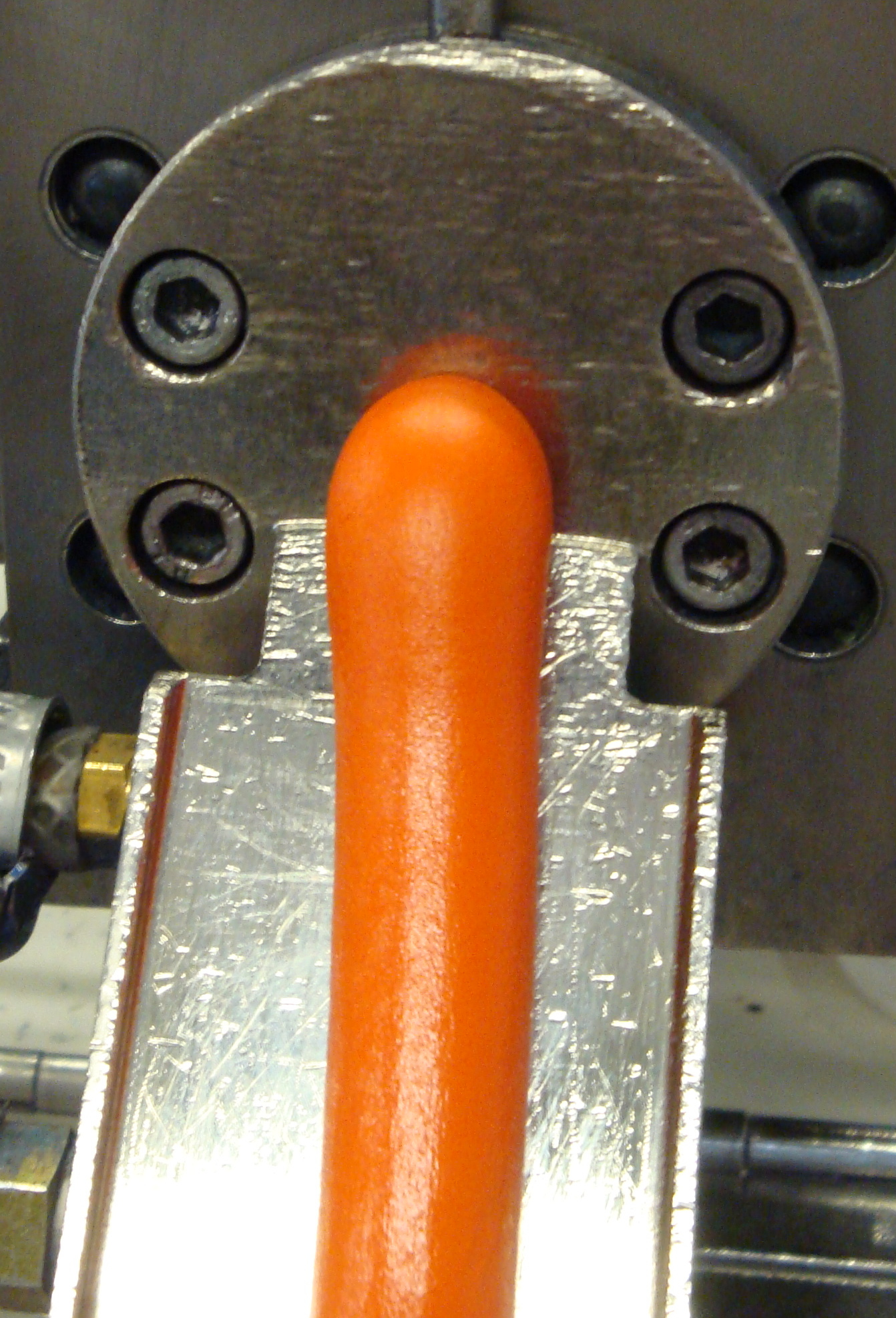
Zjawisko rozszerzenia strugi wytłaczanego tworzywa

Efekt Barusa (spęcznienie powytłoczeniowe) – zjawisko zwiększania się średnicy strumienia cieczy nienewtonowskiej przy wylocie z głowicy wytłaczarki.
Płyny nienewtonowskie wykazujące podczas odkształcenia własności pośrednie między cieczą a sprężystym ciałem stałym nazywane są sprężystolepkimi. Efekt Barusa jest złożonym zjawiskiem z zakresu mechaniki płynów oraz reologii, które wynika z lepkosprężystego charakteru wielu roztworów i stopów polimerów oraz licznych emulsji. Takie substancje po poddaniu deformacji wykazują częściowy powrót do wyjściowej postaci, którego wielkość jest związana z jednoczesnym występowaniem dwóch zjawisk naprężeń normalnych (skierowanych prostopadle do powierzchni, na którą działają) oraz relaksacji (zanikania w czasie naprężeń sprężystych wywołanych odkształceniem). Zjawisko jest związane z tym, że początkowo w przybliżeniu kuliste cząsteczki polimeru ulegają w głowicy wytłaczarki wydłużeniu wskutek wzrostu liniowej prędkości przepływu strumienia tworzywa w kanale przepływowym wytłaczarki. Po opuszczeniu tego kanału cząsteczki mogą przybrać konformację kulistą. Działa w tym wypadku mechanizm podobny do mechanizmu spęczniania polimerów w obecności rozpuszczalników, gdzie siły wynikające z maksymalizacji entropii, które preferują zwijanie się łańcuchów cząsteczki, są równoważone przez ciśnienie osmotyczne.
Jest to niekorzystny efekt, ponieważ powoduje występowanie dodatkowych naprężeń oraz może spowodować obniżenie jakości końcowego produktu. Wpływ tego efektu można w pewnym stopniu ograniczyć poprzez odpowiedni dobór parametrów procesu technologicznego.

## Współczynnik rozszerzenia strugi
Współczynnik rozszerzenia strugi, oznaczany literą {\displaystyle \beta ,} opisuje wartość liczbową efektu Barusa w postaci procentowego wzrostu szerokości strugi płynu opuszczającego kanał w stosunku do szerokości kanału.
Jego wartość zależy od następujących czynników:
- ciśnienia i temperatury podczas przepływu w dyszy kanału przepływowego,
- geometrii kanału przepływowego,
- szybkości ścinania,
- naprężenia stycznego,
- właściwości cieczy nienewtonowskiej,
- składu cieczy nienewtonowskiej.